# Великий Олег Володимирович
Олег Володимирович Великий (14 жовтня 1977, Бровари, Київська область — 23 січня 2010, Київ) — український і німецький гандболіст, лідер національних збірних України та Німеччини з гандболу.

## Біографія
Займатись гандболом почав з раннього дитинства — у 2-му класі середньої школи.
Виступав за команди СКІФ (Київ), «Світлотехнік» (Бровари) та чемпіон України — клуб ZTR (Запоріжжя). У 2001 відбувся рекордний для вищої української гандбольної ліги трансфер — запорізький «ZTR» продав Олега німецькому клубу «Tussem» (Ессен). У 2004 році Олег прийняв німецьке громадянство. З 2005 року Олег грав за «Rhein Neckar Löwen» (Кронау/Острінґен, Німеччина), а 2009 року перейшов до всесвітньо-відомого «HSV» (Гамбург).
Олег Великий зіграв за національні збірні України (59 матчів) і Німеччини (38 матчів / 123 м'ячі).
У 2003 році в Олега було встановлено меланому. Від отримав курс хіміотерапії. Вважалось, що хвороба вже відступила, але у вересні 2009 у нього виникли ускладнення.
З приводу передчасної смерті Олега численні німецькі часописи та канали телебачення розповсюдили траурну звістку; почуття великої втрати та суму в заявах та інтерв'ю висловили тренер клубу «Гамбург» Кристіан Фіцек, головний тренер національної збірної Німеччини Хайнер Бранд, президент Німецького гандбольного союзу Ульріх Штромбах.
В Олега Великого залишились дружина Катерина і шестирічний син Микита.

## Спортивні досягнення
- Чемпіон України 1998, 1999, 2000, 2001
- Найкращий бомбардир Чемпіонату Європи, 2000
- 7-е місце Чемпіонату світу 2001 у Франції
- Фіналіст Кубку Німеччини 2003, 2006 та 2007
- Володар Кубку Європейської федерації гандболу, 2005
- Чемпіон світу, 2007
- 4-е місце Чемпіонату Європи 2008 в Норвегії
- Володар Суперкубку, 2009